# Sonata per pianoforte n. 6 (Mozart)
La sonata per pianoforte n. 6 in Re maggiore (K 284) fu scritta da Wolfgang Amadeus Mozart nel 1775 e appartiene ad un ciclo di sei sonate per pianoforte (dalla K 279 alla K 284).
Questa, che risulta la più brillante e spigliata, è composta da tre movimenti, come tutte le sonate per pianoforte di Mozart: in sequenza Allegro, Rondò alla polacca (Andante) e infine un Tema con variazioni.
Fu scritta da Mozart al momento del viaggio per la rappresentazione dell'opera La finta giardiniera a Monaco di Baviera.
La prima assoluta è stata il 22 ottobre 1777 ad Augusta, eseguita dal compositore.
Come le precedenti sonate (dalla K 279 alla K 283), anche questa doveva essere suonata da Mozart per presentarsi al nuovo pubblico.
Il 2 novembre successivo Wolfgang la esegue nella casa di Christian Cannabich a Mannheim.